# Prochilodus nigricans
Prochilodus nigricans is een straalvinnige vissensoort uit de familie van de nachtzalmen (Prochilodontidae). De wetenschappelijke naam van de soort is voor het eerst geldig gepubliceerd in 1829 door  Johann Baptist von Spix (postuum) en Louis Agassiz. Johann Baptist von Spix had ze verzameld tijdens zijn reis door Brazilië van 1817 tot 1820. Het is een zoetwatervis uit het Amazonebekken die commercieel gevist wordt en ook als aquariumvis gehouden wordt. De totale lengte van de vis kan tot 37 cm bedragen.